# Zsiray Zsigmond
Zsiray Zsigmond (Hahót, Zala vármegye, 1800. február 11. – Pecöl, 1874. február 27.) katolikus plébános.

## Élete
Zsiray György, Festetich György gr. uradalmi tiszttartója és Bertalan Katalin fia. 1824. január 1-jén szenteltetett pappá. Előbb Meszlenben, 1825 januártól októberig Sárvárott, 1825 októbertől 1827 májusig Kőszegen, 1827 júniustól 1829 januárig Jánosházán volt káplán, 1829 januártól haláláig plébánosként működött Pecölben. Gyógyszerészi feladatot is ellátott, ő biztosítta hívei számára a szükséges orvosságokat. Kortörténeti szempontból figyelemre méltó liberális szellemű historia domusza.

## Munkái
- Örvendező versek. Szombathely, 1825.
- Lelki vezér az üdvösség útján (imádságos könyv). Pécs, 1838.
- Vallási kistükör. Kőszeg, 1848.
- Litániák és imák füzére. Szombathely, 1852.
- A falusi gazda mint cholera-orvos. Szombathely, 1866.